# Novello
Pour les articles homonymes, voir Novello (homonymie).
Novello (en français Noveil) est une commune italienne de la province de Coni dans la région Piémont en Italie.

## Administration
| Période                                  | Période | Identité | Étiquette | Qualité |
| ---------------------------------------- | ------- | -------- | --------- | ------- |
|                                          |         |          |           |         |
| Les données manquantes sont à compléter. |         |          |           |         |

### Communes limitrophes
Barolo (Italie), Lequio Tanaro, Monchiero, Monforte d'Alba, Narzole